# Top Form
Top Form (กอดกันมั้ย นายตัวท็อป) é uma série de televisão tailandesa de 2025 estrelada por Chisanupong Paungmanee (Smart) e Raveewit Jirapongkanon (Boom). Adaptada da série de mangá Dakaichi: I'm Being Harassed by the Sexiest Man of the Year (抱かれたい男1位に脅されています。) de Sakurabi Hashigo (桜日梯子).
Dirigida por Wasakorn Khumklaowiriya (Boss) e co-produzida pela WeTV e Tailai Entertainment, estreou oficialmente em 20 de março de 2025 e terminou em 15 de maio de 2025, após 11 episódios.

## Enredo
Jin (Smart Chisanupong), um ator emergente, e Akin (Boom Raveewit), cinco vezes vencedor do prêmio "O Homem Mais Abraçável". À medida que a popularidade de Jin aumenta, uma rivalidade divertida com Akin se desenvolve, misturando provocações com interesse genuíno. A dinâmica deles se aprofunda em um relacionamento complexo e apaixonado, que explora o amor, a ambição e os desafios da indústria do entretenimento.

## Elenco

### Principal
- Chisanupong Paungmanee (Smart) como Jin
- Raveewit Jirapongkanon (Boom) como Akin Tahra

### Recorrente
- Pongsakorn Mettarikanon (Toey) como Jade
- Peeranat Veeranipitkul (Peanut) como Johnny
- Waratthip Kittiphaisan (Euro) como Naru
- Kannaporn Puanthong (Namwaan) como Judy

### Convidado
- Kongkiat Khomsiri (Khom) como Hong Tae
- Nunnicha Saehuang (Shu) como co-estrela de Jin (Ep. 1)
- Thanakorn Thipsuk (Lookgolf) como Mildy
- Pintira Singhaseem (Tonaoy) como Maria, avó de Akin
- Wacharin Anantapong (Rina) como produtora de peças teatrais (Ep. 6)
- Supawan Poolcharoen (Leegade) como Best, fã Sasaeng de Akin (Ep. 8)
- Sornchai Chatwiriyachai (Chua) como CEO da Sigma (Ep. 8-11)
- Phattharawadee Sriwichai